# Pajumõisa
Koordinaten: 58° 22′ N, 22° 3′ O
Pajumõisa (deutsch Pajomois) ist ein Dorf (estnisch küla) auf der größten estnischen Insel Saaremaa. Es gehört zur Landgemeinde Saaremaa (bis 2017: Landgemeinde Kihelkonna) im Kreis Saare.

## Einwohnerschaft und Lage
Das Dorf hat 26 Einwohner (Stand 31. Dezember 2011). Es liegt 28 Kilometer nordwestlich der Inselhauptstadt Kuressaare.

## Geschichte
Mitte des 16. Jahrhunderts entstand der Hof Pajomois oder Pahimois. Er war wirtschaftlicher Mittelpunkt des örtlichen Deutschordens-Amtes. Letzter Privateigentümer vor der Enteignung im Zuge der estnischen Landreform 1919 war der Deutschbalte Leon Freytag von Loringhoven (1851–1920).